# Pribitkovići
Pribitkovići är en ort i Bosnien och Hercegovina.   Den ligger i entiteten Federationen Bosnien och Hercegovina, i den centrala delen av landet, 60 km norr om huvudstaden Sarajevo. Pribitkovići ligger 360 meter över havet och antalet invånare är 504.
Terrängen runt Pribitkovići är huvudsakligen kuperad, men österut är den platt. Närmaste större samhälle är Živinice, 19,6 km öster om Pribitkovići. 
I omgivningarna runt Pribitkovići växer i huvudsak lövfällande lövskog. Runt Pribitkovići är det ganska tätbefolkat, med 93 invånare per kvadratkilometer.